# Kingswear Castle

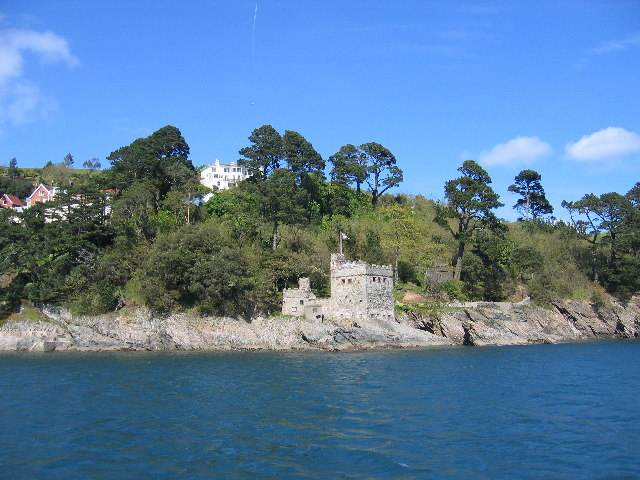
Kingswear Castle

Kingswear Castle ist eine Küstenbefestigung beim Dorf Kingswear an der Südküste der englischen Grafschaft Devon. Es wurde zwischen 1491 und 1502 errichtet. English Heritage hat es als historisches Bauwerk der Kategorie Grade I gelistet.
Wegen der begrenzten Reichweite der damaligen Kanonen wurde das Fort bei Kingswear gebaut, um zusammen mit Dartmouth Castle am gegenüberliegenden Ufer des River Dart dessen Ästuar und die enge Einfahrt in den Hafen von Dartmouth gegen den Angriff feindlicher Schiffe zu schützen. Als die Geschütztechnik verbessert wurde und die Reichweite der Kanonen zunahm, errichtete man neue Geschützstände auf Dartmouth Castle, deren Kanonen weiter auf das Ästuar hinausschießen konnten. So wurde Kingswear Castle nicht mehr benötigt.
Anders als Dartmouth Castle gehört Kingswear Castle dem Landmark Trust und ist nicht öffentlich zugänglich.